# João Braz de Aviz
João Braz de Aviz (Mafra, 24 aprile 1947) è un cardinale e arcivescovo cattolico brasiliano, dal 6 gennaio 2025 prefetto emerito del Dicastero per gli istituti di vita consacrata e le società di vita apostolica.

## Biografia

### Formazione e carriera accademica
Dopo aver frequentato il seminario maggiore "Rainha dos Apóstolos" di Curitiba e nella facoltà di Palmas, ha completato gli studi teologici a Roma, presso la Pontificia Università Gregoriana, conseguendo la licenza, e presso la Pontificia Università Lateranense, dove nel 1992 si è laureato in teologia dogmatica.
È stato ordinato sacerdote il 26 novembre 1972 per la diocesi di Apucarana, successivamente è stato rettore dei seminari maggiori di Apucarana e di Londrina e professore di teologia dogmatica presso l'Istituto teologico Paolo VI di Londrina.

### Ministero episcopale
Il 6 aprile 1994 è stato nominato vescovo titolare di Flenucleta ed ausiliare di Vitória. Ha ricevuto la consacrazione episcopale il 31 maggio seguente dal vescovo Domingos Gabriel Wisniewski. Il 12 agosto 1998 è stato nominato vescovo di Ponta Grossa. Il 17 luglio 2002 è stato promosso arcivescovo metropolita di Maringá da papa Giovanni Paolo II.
Il 28 gennaio 2004 è stato nominato arcivescovo metropolita di Brasilia da papa Giovanni Paolo II, succedendo al cardinale José Freire Falcão.

### Prefetto presso la Curia romana e cardinale
Il 4 gennaio 2011 papa Benedetto XVI lo ha nominato prefetto della Congregazione per gli istituti di vita consacrata e le società di vita apostolica trasferendolo dalla sede metropolitana di Brasilia. È succeduto al dimissionario cardinale Franc Rodé. Ha ricoperto l'incarico fino al 6 gennaio 2025.
Nel concistoro del 18 febbraio 2012 papa Benedetto XVI lo ha creato cardinale diacono di Sant'Elena fuori Porta Prenestina; il 20 maggio seguente ha preso possesso della diaconia.
Ha preso parte al conclave del 2013, che ha eletto papa Francesco, e al conclave del 2025, che ha eletto papa Leone XIV.
Il 7 settembre 2019 papa Francesco lo ha nominato, in vista dell'assemblea speciale del Sinodo dei vescovi per l'Amazzonia che si è tenuto  in Vaticano dal 6 al 27 ottobre dello stesso anno, presidente delegato insieme ai cardinali Baltazar Enrique Porras Cardozo, arcivescovo di Mérida, e Pedro Ricardo Barreto Jimeno, arcivescovo di Huancayo.
Il 4 marzo 2022 opta per l'ordine presbiterale mantenendo la titolarità della sua diaconia elevata pro hac vice a titolo.

## Genealogia episcopale e successione apostolica
La genealogia episcopale è:
- Cardinale Scipione Rebiba
- Cardinale Giulio Antonio Santori
- Cardinale Girolamo Bernerio, O.P.
- Arcivescovo Galeazzo Sanvitale
- Cardinale Ludovico Ludovisi
- Cardinale Luigi Caetani
- Cardinale Ulderico Carpegna
- Cardinale Paluzzo Paluzzi Altieri degli Albertoni
- Papa Benedetto XIII
- Papa Benedetto XIV
- Papa Clemente XIII
- Cardinale Marcantonio Colonna
- Cardinale Giacinto Sigismondo Gerdil, B.
- Cardinale Giulio Maria della Somaglia
- Cardinale Carlo Odescalchi, S.I.
- Cardinale Costantino Patrizi Naro
- Cardinale Lucido Maria Parocchi
- Papa Pio X
- Cardinale Gaetano De Lai
- Cardinale Raffaele Carlo Rossi, O.C.D.
- Cardinale Amleto Giovanni Cicognani
- Arcivescovo Carmine Rocco
- Vescovo Domingos Gabriel Wisniewski, C.M.
- Cardinale João Braz de Aviz

La successione apostolica è:
- Vescovo José Ronaldo Ribeiro (2007)
- Vescovo Pedro Aguado Cuesta, Sch. P. (2025)